# أوكنة أنيقة
أوكنة أنيقة (الاسم العلمي:Ochna elegans) هي نوع من النباتات تتبع جنس الأوكنة من الفصيلة الأوكنية.